# Nathu La
Vous lisez un « bon article » labellisé en 2015.
Le Nathu La (tibétain : རྣ་ཐོས་ལ་, Wylie : rna thos la ; sanskrit : नाथू ला ; IAST : nāthū lā), aussi appelé col Nathu, est un col de montagne de l'Himalaya qui relie, à 4 310 mètres d'altitude, l'État du Sikkim en Inde à la région autonome du Tibet en Chine. Les chutes de neige qui se produisent à cette altitude contraignent à la fermeture hivernale du col durant quatre mois environ, tandis que la mousson estivale rend les sols propices aux glissements de terrain qui compliquent son accès en été. L'environnement du col, qui abrite plusieurs espèces protégées, est fragile.
Le col se trouve historiquement sur une des branches de l'ancienne route du thé et des chevaux et de la route de la soie ayant permis les communications entre le sous-continent indien et le monde chinois, si bien qu'il est devenu un enjeu commercial majeur pour l'Empire britannique de la fin du XVIIIe siècle au milieu du XXe siècle. Après l'indépendance de l'Inde, le col est un point de passage pour de nombreuses personnalités chinoises, tibétaines et indiennes mais, en 1962, la guerre sino-indienne et des affrontements directs au col provoquent sa fermeture jusqu'en 2006. Depuis, le commerce est de nouveau autorisé sur certains produits détaxés, avec un nombre limité de marchands et avec des restrictions journalières ; il reste en deçà des prévisions. De nouveaux aménagements ont été construits au col et il attire des touristes indiens.

## Toponymie

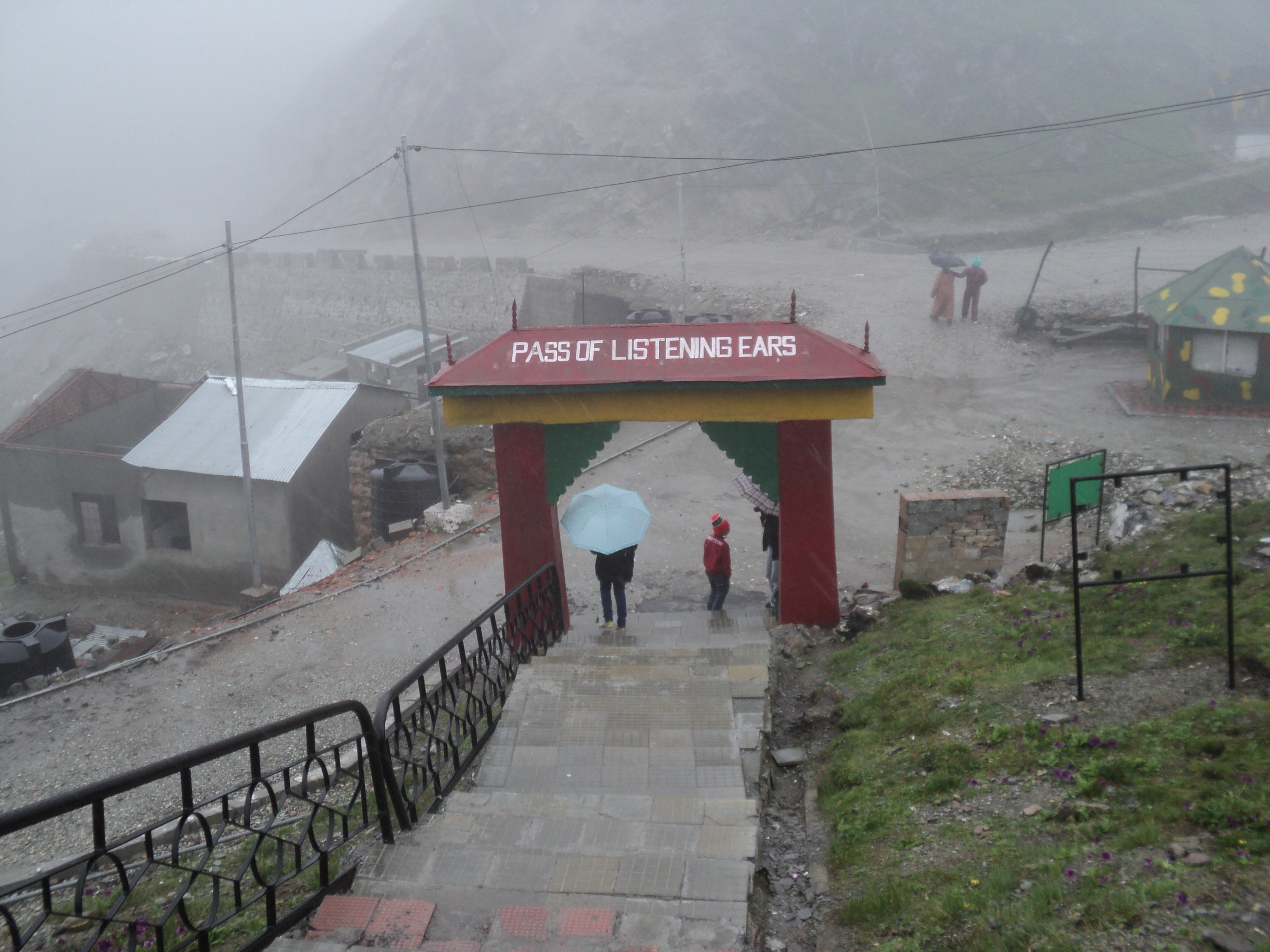
Torana avec l'indication Pass of Listening Ears, littéralement « col des oreilles qui écoutent », sur le versant indien du col.

En sanskrit, Nāthū signifie « oreilles qui écoutent » alors que Lā est le mot désignant un col de montagne ; c'est la transcription du devanagari नाथू ला, parfois orthographiée Nathula ou Natula. En chinois simplifié, il est appelé 乃堆拉山口 dont la transcription en pinyin est Nǎiduīlā Shānkǒu ; on rencontre aussi l'orthographe Natoi La. Son nom tibétain est རྣ་ཐོས་ལ་, dont la translittération Wylie est rna thos la.

## Géographie

### Situation

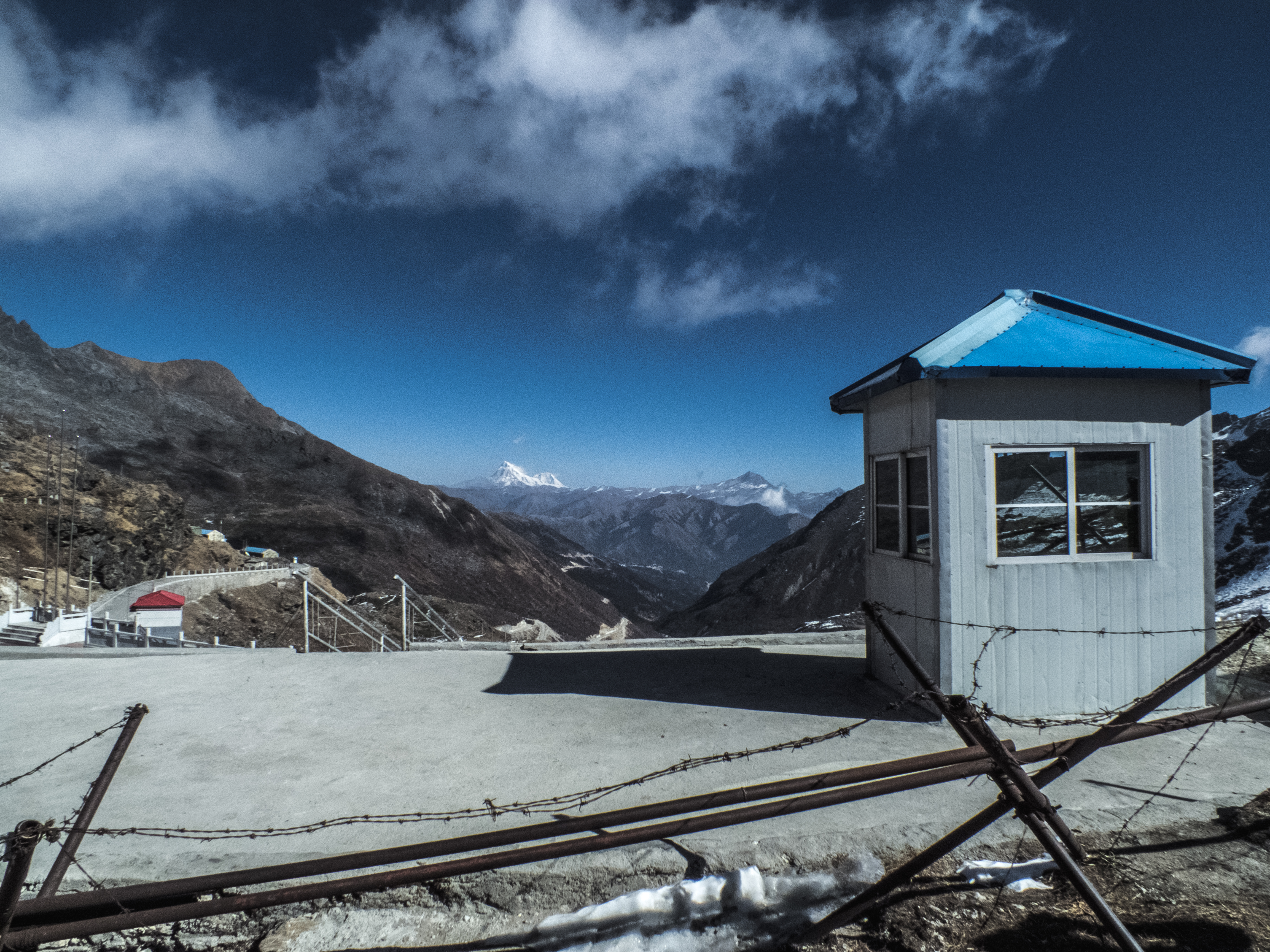
Vue en direction du nord-est avec un poste-frontière chinois et, en arrière-plan, le Chomolhari (7314 m).

Le Nathu La est situé à la frontière entre le xian de Yadong, dans la préfecture de Shigatsé, dans la région autonome du Tibet en Chine au nord-est et le district du Sikkim oriental dans l'État du Sikkim en Inde au sud-ouest. Le tripoint avec le Bhoutan se trouve à une dizaine de kilomètres au sud-est, tandis que Gangtok, la capitale du Sikkim, est à 22 kilomètres à vol d'oiseau à l'ouest, le Kangchenjunga, troisième plus haut sommet du monde au-delà de 8 000 mètres et point culminant de l'Inde, à 75 kilomètres, Lhassa, la capitale du Tibet, à 350 kilomètres au nord-est, et Calcutta et le golfe du Bengale sont à près de 500 kilomètres au sud. Le col s'élève à 4 310 mètres d'altitude dans la chaîne de montagnes de l'Himalaya. Il relie la vallée de la rivière Rangpo, un affluent de la Teesta, au sud-ouest, à la vallée de Chumbi, traversée en bordure méridionale du plateau tibétain par la rivière Torsa, au nord-est.

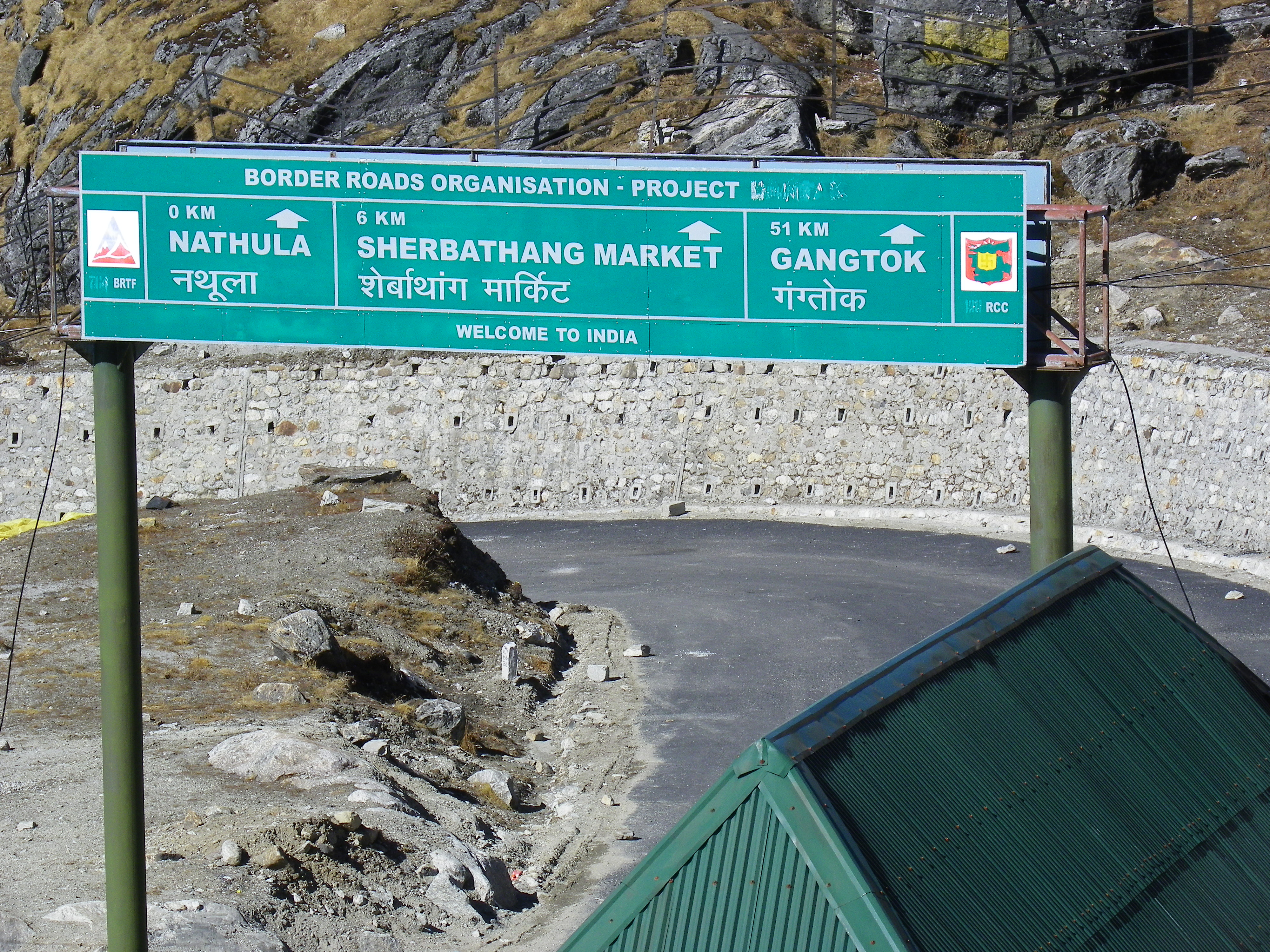
Panneau routier avec indications kilométriques sur le versant indien du col.

La voie d'accès depuis Gangtok par la route Jawaharlal Nehru est longue de 52 à 54 kilomètres avec le franchissement de plusieurs cols et vallées. Sur le versant sud-ouest du col, une route bifurque vers le sud pour le relier à Pedong puis à Kalimpong. Sur le versant tibétain, la route rejoint Rinqingang (en) en 25 kilomètres et met Lhassa à 430 kilomètres du col.

### Géologie

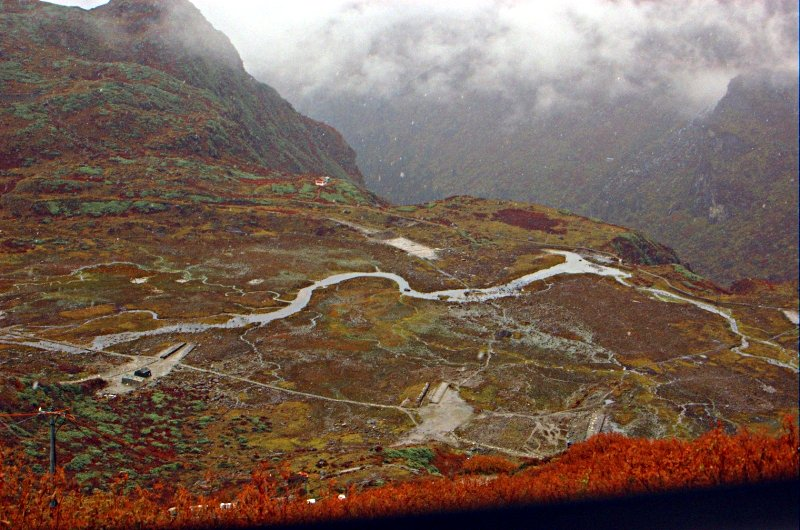
Vue de zones humides dans les environs du col.

Le col et ses environs sont constitués de gneiss avec des inclusions de sillimanite et de biotite et éventuellement la présence de veines de migmatite, de micaschiste et de granite. Ils appartiennent aux formations du Kangchenjunga et de Darjeeling. Les versants du col ont une pente naturelle de 30 à 50 % et les sols sont relativement peu épais, excessivement drainés, grossiers et limoneux avec une érosion superficielle modérée. Des affaissements voire des glissements de terrain se produisent. Ceux-ci ont d'ailleurs augmenté dans les jours qui ont suivi le séisme de 2011 au Sikkim : treize glissements de terrain se sont produits près de Gangtok, sur la route menant au Nathu La, durant la saison de la mousson.

### Climat
Aucun instrument météorologique ne permet d'étudier le climat au Nathu La ou dans ses environs, bien que l'installation d'un pluviomètre soit requise au col. De mi-novembre à fin mars, les chutes de neige contraignent généralement à la fermeture du col. L'été, de mi-juin à mi-septembre, le relief agit comme une barrière face à la mousson estivale et le bassin de la Teesta connaît d'importantes précipitations. L'étage alpin et les vallées sont cependant moins arrosés que les collines bordières. L'intersaison d'avril à mi-juin, la transition météorologique amène parfois des orages. Au-delà de 4 000 mètres d'altitude, au Sikkim, la température n'excède jamais 15 °C et, au col, elle avoisine 10 °C de mai à novembre ; l'hiver, elle peut descendre à −25 °C.

### Faune et flore

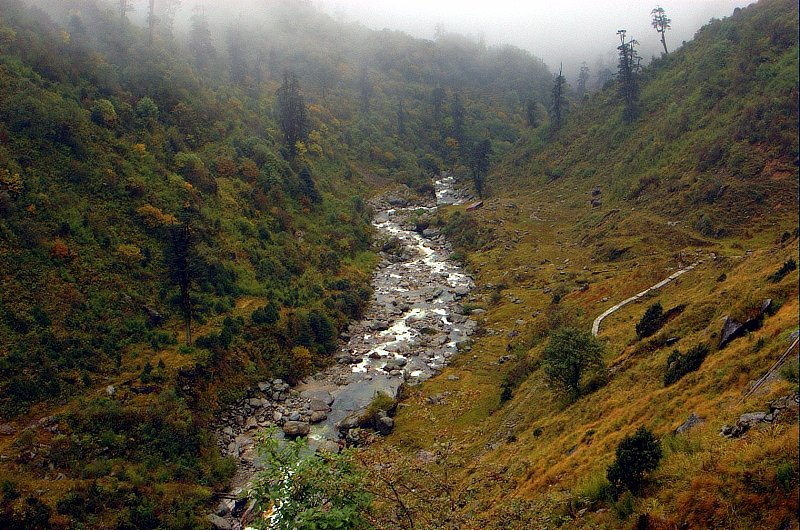
Vue de la végétation à l'étage subalpin sur le versant occidental du col caractérisée par la présence du Sapin blanc, et d'arbustes.

Les versants du col présentent plusieurs étages de végétation : d'une forêt subtropicale à sa base occidentale, en passant par une zone tempérée dans les vallées entre 1 500 et 3 000 mètres d'altitude, puis un étage subalpin entre 3 000 et 4 000 mètres, jusqu'à une toundra alpine semi-désertique au-delà,. À l'étage subalpin, la végétation est éparse et se compose essentiellement d'arbustes de type rhododendrons nains (Rhododendron anthopogon et Rhododendron setosum) et genévriers. Dans les prairies d'altitude, les genres dominants sont Poa, Anemone, Meconopsis, Pedicularis, Potentilla, Primula, Aconitum, Delphinium, Caltha, Bergenia, Heracleum, Iris ou encore Hedychium. Ces plantes profitent d'une courte période de croissance de quatre mois.
La région autour du Nathu La abrite de nombreuses espèces animales protégées, notamment le kiang (Equus kiang), l'argali (Ovis ammon), la Gazelle du Tibet (Procapra picticaudata), le Léopard des neiges (Panthera uncia), le Loup de Mongolie (Canis lupus chanco), le Tétraogalle du Tibet (Tetraogallus tibetanus), le Gypaète barbu (Gypaetus barbatus), le Grand Corbeau (Corvus corax), l'Aigle royal (Aquila chrysaetos), le Tadorne casarca (Tadorna ferruginea), le Pygargue de Pallas (Haliaeetus leucoryphus), l'Aigle criard (Clanga clanga), la Bécassine des bois (Gallinago nemoricola),,, le Tragopan satyre (Tragopan satyra),, le Torquéole de Mandell (Arborophila mandellii), le Calao à cou roux (Aceros nipalensis), le Cratérope à bec fin (Turdoides longirostris), le Paradoxornis de Gould (Paradoxornis flavirostris) et le Prinia à calotte grise (Prinia cinereocapilla). L'Actinodure du Népal (Actinodura nipalensis),, le Trogon de Ward (Harpactes wardi) et le Pouillot de Hodgson (Tickellia hodgsoni) sont des espèces d'oiseaux endémiques. D'autres espèces d'oiseaux sont présentes : les garrulaxes (Garrulax sp. et Trochalopteron sp.) vivent dans les buissons et les sous-bois, tandis que l'Arrenga siffleur (Myophonus caeruleus), les muscicapidés (Muscicapidae sp.) et les énicures (Enicurus sp.) colonisent les abords des torrents ; les passereaux sont représentés par des fauvettes, des timaliidés, des certhiidés, des zostéropidés, des troglodytidés et des roselins ; parmi les rapaces figurent l'Aigle noir (Ictinaetus malaiensis), l'Élanion blac (Elanus caeruleus) et des crécerelles ; enfin, le Lophophore resplendissant (Lophophorus impejanus) et l'Ithagine ensanglantée (Ithaginis cruentus) sont des espèces de faisans. Le dhole (Cuon alpinus) est considéré comme une menace majeure. Le Vison de Sibérie (Mustela sibirica), la Martre à gorge jaune (Martes flavigula), le Pika de Royle (Ochotona roylei), le Renard roux (Vulpes vulpes), le Porte-musc alpin (Moschus chrysogaster), l'Ours noir d'Asie (Ursus thibetanus), le takin (Budorcas taxicolor) et le goral (Nemorhaedus goral) sont également présents dans la région,, tandis que la Marmotte de l'Himalaya (Marmota himalayana) a été réimplantée,.

## Histoire
Le Nathu La est connu dès le Ier siècle. Il figure, ainsi que le Jelep La (en), sur le tracé de l'ancienne route caravanière du thé et des chevaux et de l'ancienne route de la soie, aussi nommée route de la soie du Sikkim ou route de la soie du Sud-Ouest, une antique branche de la route de la soie utilisée à partir du Ve siècle afin de relier Lhassa au Tibet à Tamralipta au sud du Bengale. Selon Namrata Hasija, après l'implantation du bouddhisme en Chine, des moines utilisent le col pour se rendre directement en Inde afin de consulter le Vinaya.
Les premières tentatives de commerce de la part des Britanniques avec le Tibet ont lieu en 1774, lorsque Warren Hastings dépêche George Bogle au nom de la Compagnie britannique des Indes orientales auprès du sixième panchen-lama Lobsang Palden Yeshe à Shigatsé, puis en 1783 avec l'envoi d'une nouvelle mission ; ces tentatives restent commercialement infructueuses. En 1815, le commerce régional connaît un nouvel essor après l'annexion au sein de l'Empire britannique des territoires occupés par les Sikkimais, Népalais et Bhoutanais. Le potentiel du col est mis en avant en 1874-1875 après la publication par J.W. Edgar, commissaire adjoint de Darjeeling, d'un rapport sur l'importance stratégique des cols entre le Sikkim et le Tibet. Le 5 décembre 1893 à Calcutta, la Grande-Bretagne et la dynastie Qing signent la Convention relative au commerce, à la circulation et au pâturage au Sikkim et au Tibet, un des accords entre l'Empire britannique et les Mandchous qui se heurte à l'opposition des Tibétains et suscite des incidents,,. Seuls les armes, le sel, les liqueurs et les produits narcotiques sont prohibés,,.

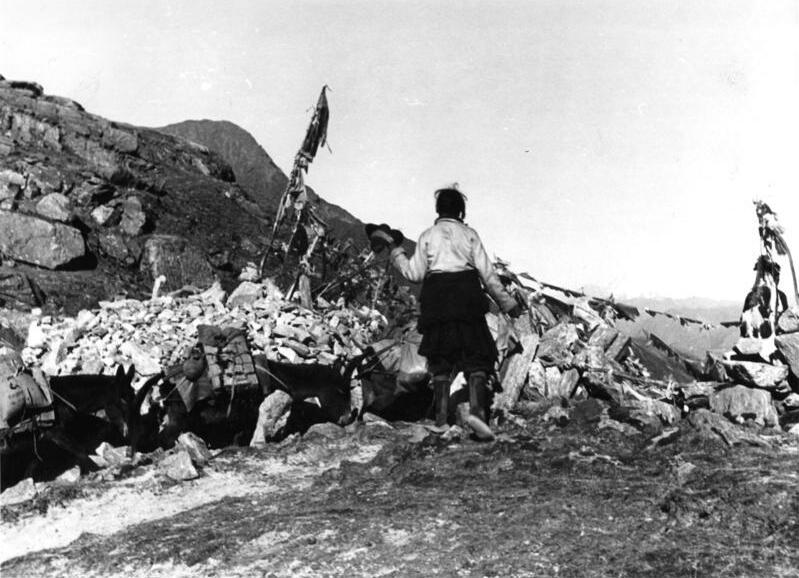
Photographie du col en 1939 avec un lhapsa.

Le Nathu La et le Jelep La (en) jouent un rôle majeur en 1903-1904 lors de l'expédition militaire britannique au Tibet qui cherche à contrecarrer l'ingérence russe dans les affaires tibétaines. Durant l'été, le lieutenant-colonel Francis Younghusband, en tant que commissaire aux affaires de la frontière tibétaine, franchit le col et stationne à Khampa Dzong. En décembre, faute de négociateur tibétain, il reçoit l'ordre de poursuivre jusqu'à Lhassa. En avril, il prend Gyantsé et sa forteresse. La convention entre la Grande-Bretagne et le Tibet, signée le 7 septembre, accorde aux Britanniques les comptoirs de Gyantsé, Yadong et Gartok, ainsi que l'occupation de la vallée de Chumbi contre versement progressif d'une indemnité de la part des Tibétains,,. Rejeté par le gouvernement impérial, l'accord est retoqué par le traité de Pékin de 1906. Au début du XXe siècle, le col représente la porte d'entrée du Tibet, qu'Alexandra David-Néel ne fait qu'observer en 1912, tandis que Fosco Maraini et Giuseppe Tucci empruntent cette voie en 1937 et en 1948. Maraini mentionne que le militaire britannique Granger, Anagarika Govinda et sa compagne, Li Gotami, empruntèrent aussi le Nathu la, ces deux derniers ayant fait escale comme lui au monastère kagyu Tsé-Choling sur le versant tibétain de la route caravanière.

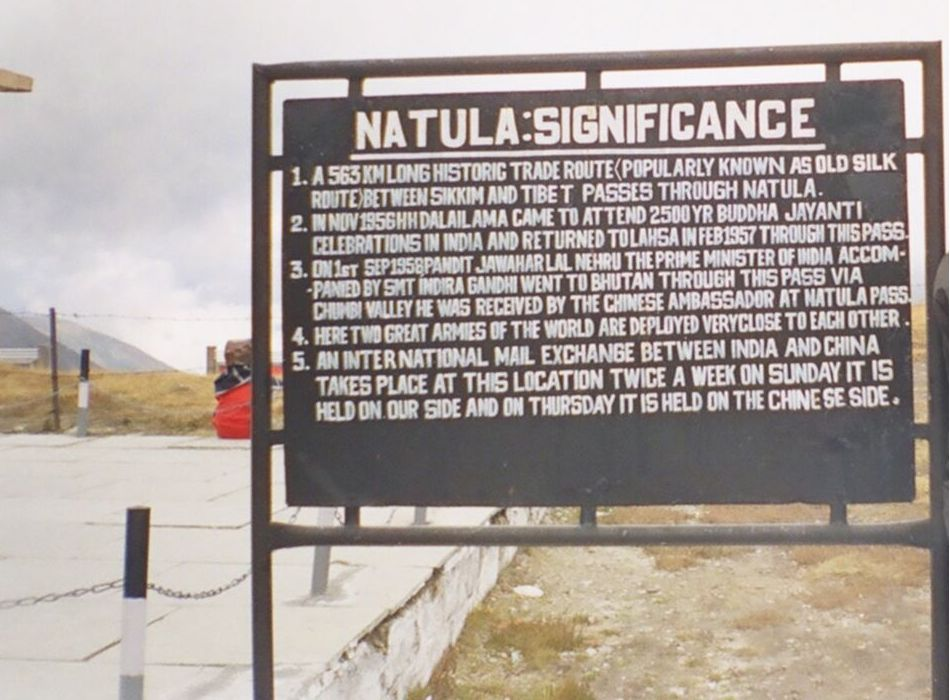
Panneau au col rappelant son importance historique et diplomatique.

Après le rejet par référendum local de l'intégration du Sikkim au sein de Union indienne, un statut de protectorat est accordé en 1950 par le Premier ministre de l'Inde Jawaharlal Nehru. Ainsi, le contrôle des frontières est assuré par des troupes indiennes. À cette époque, plus de 1 000 mules, dont 200 chaque jour transportant 80 kilogrammes chacune, et 700 hommes, essentiellement de la communauté des Marwaris, participent au commerce transfrontalier par le col : l'Inde importe de la laine, de la soie, du cuir, de la liqueur, des herbes médicinales, des queues de yak, des pierres précieuses, de l'or et de l'argenterie et exporte vers le Tibet des vêtements en coton, des céréales, de l'huile alimentaire, du tabac, des savons, des montres, des stylos, des matériaux de construction et des carcasses de voitures et de scooters,. La fréquentation s'est accrue dès 1949 à la suite de l'expulsion en juillet par le gouvernement tibétain des Chinois de son territoire, prétextant que la mission chinoise à Lhassa n'avait plus de liens avec le gouvernement nationaliste et n'était pas encore accréditée par le gouvernement communiste de Mao Zedong, mais craignant en réalité que certains ne le rejoignent ; ces derniers passent majoritairement par le Sikkim puis Calcutta avant de gagner la Chine.

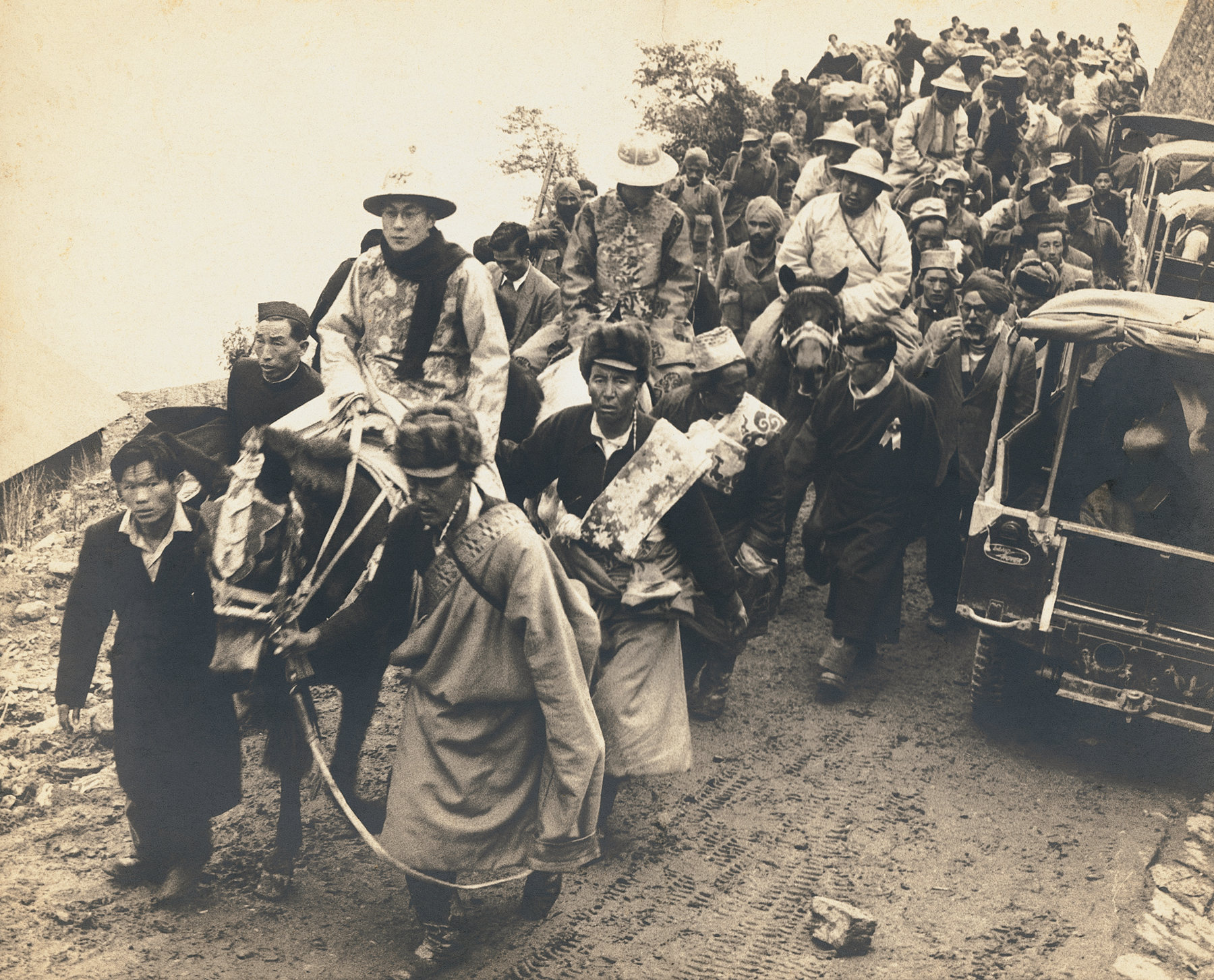
Le dalaï-lama en tenue de cérémonie entre en Inde par le Nathu La au Sikkim le 24 novembre 1956, photographié par Homai Vyarawalla.

Dans les années 1950, le Nathu La est emprunté par plusieurs personnalités pour traverser la frontière entre le Tibet et le Sikkim. En juillet 1951, une délégation chinoise suivie par le général Zhang Jingwu le traverse depuis le Sikkim pour rencontrer le quatorzième dalaï-lama, Tenzin Gyatso, réfugié dans la vallée de Chumbi après l'intervention militaire chinoise au Tibet. Peu avant, un de ses frères, Thupten Jigme Norbu, accompagne sa mère Diki Tsering et ses jeunes enfants, en quittant le Tibet pour l'Inde en passant par le col,. En 1955, le diplomate indien Apa Pant traverse depuis l'Inde le col pour la première fois d'une longue série. Le dalaï-lama franchit le col accompagné de Lobsang Samten, Tendzin Choegyal et du dixième panchen-lama Choekyi Gyaltsen ; ils sont reçus côté indien par Apa Pant, Sonam Topgyal Kazi et Palden Thondup Namgyal, fils, héritier et conseiller aux affaires internes du chogyal Tashi Namgyal, pour se rendre en Inde à l'occasion du 2500e anniversaire de la naissance du bouddha Siddhartha Gautama, de novembre 1956 à février 1957. Le 1er septembre 1958, Nehru, sa fille Indira Gandhi et Palden Thondup Namgyal empruntent le col, en compagnie d'Apa Pant, pour se rendre au Bhoutan.

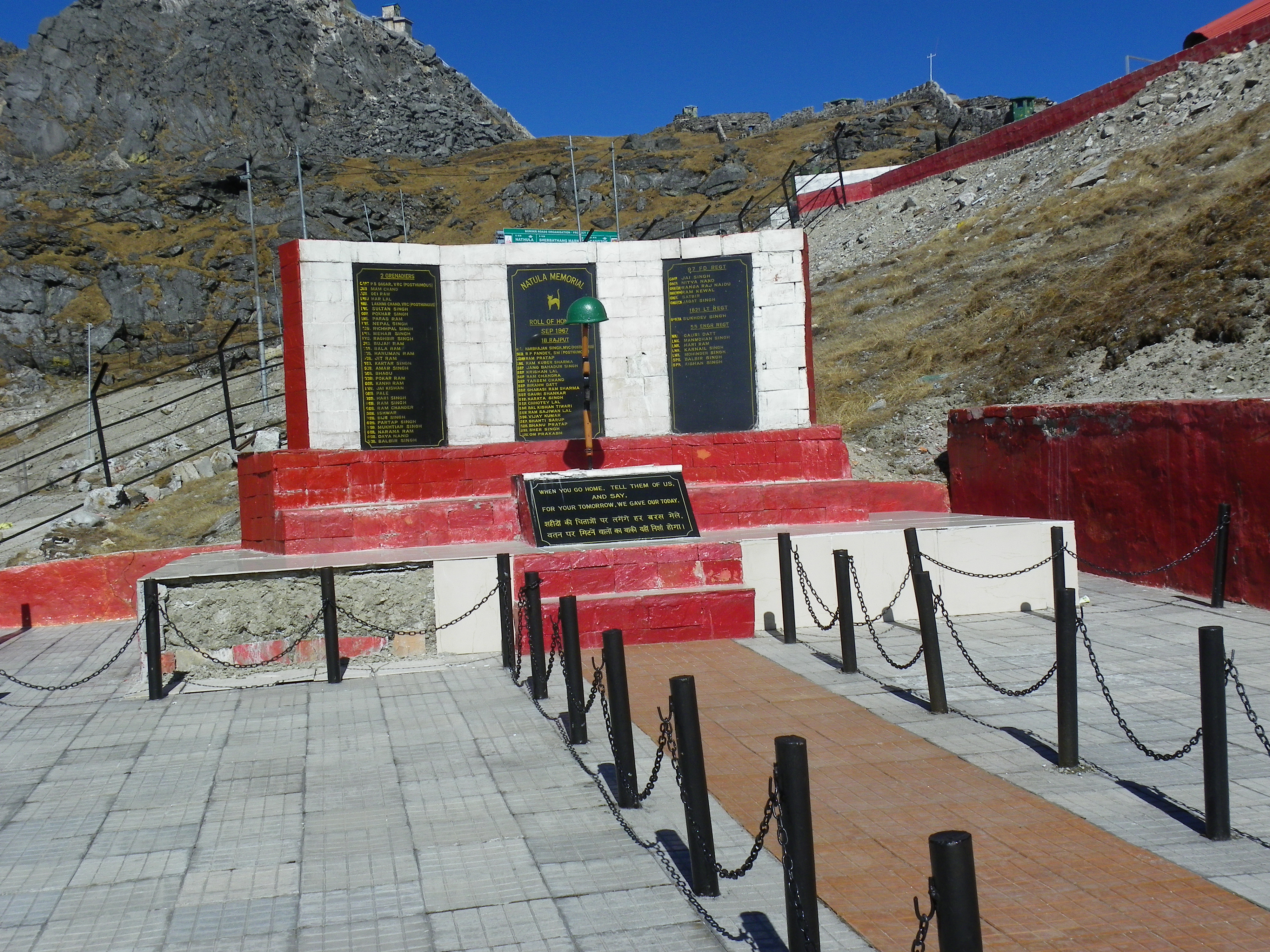
Vue sur le mémorial de guerre de 1967 au Nathu La avec la crête frontalière en arrière-plan.

En 1959, avec le soulèvement tibétain réprimé par l'Armée populaire de libération, le col devient un corridor de réfugiés. En 1962, au cours de la guerre sino-indienne, le Nathu La connaît des escarmouches. Le col est fermé peu de temps après. Du 7 au 13 septembre 1967, les armées chinoise et indienne s'affrontent à coups d'artillerie lourde et de mortiers. Selon la version indienne, une compagnie du génie chargée d'installer une clôture sur l'arête septentrionale du col a été prise pour cible. Le bilan des incidents de Nathu La et de Chola est de 88 morts parmi les soldats indiens et estimé à 300 du côté chinois. En 1975, le Sikkim rejoint finalement l'Inde en tant qu'État, mais la Chine refuse dans un premier temps de reconnaître la situation,. Pendant quarante ans, la seule personne autorisée à franchir les barrières est un postier chinois, escorté de militaires indiens, afin de remettre du courrier en main propre à un homologue dans un bâtiment à la frontière.

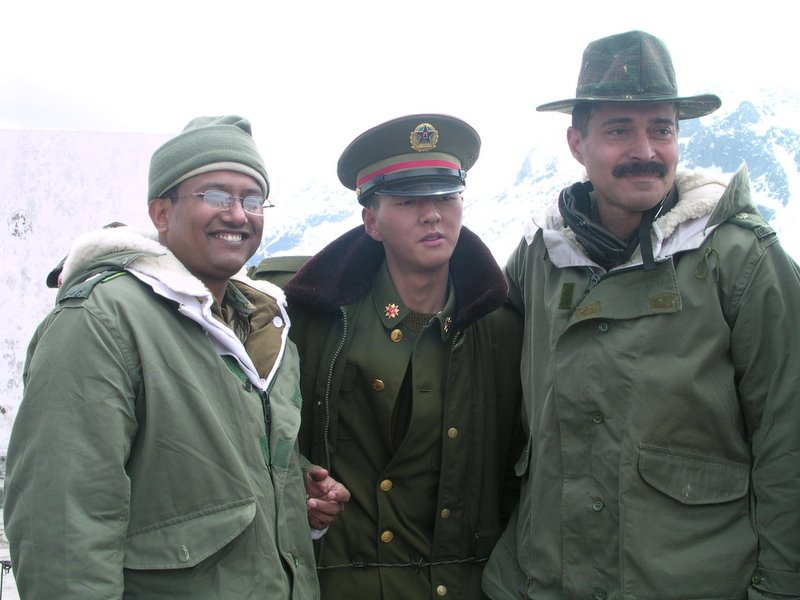
Officiers indiens et chinois à la frontière en mars 2008.

En 2003, avec le dégel des relations entre les deux pays, la visite du Premier ministre indien Atal Bihari Vajpayee en Chine conduit à la reprise des pourparlers sur la frontière. L'année suivante, un accord est trouvé par le ministre indien de la défense. L'ouverture effective du col, d'abord prévue pour le 2 octobre 2005, est repoussée en raison de retards dans la construction de la ligne de chemin de fer Golmud-Lhassa et dans le renforcement des infrastructures chinoises de défense. Finalement, elle a lieu le 6 juillet 2006, coïncidant avec le 71e anniversaire du dalaï-lama et scellant la reconnaissance diplomatique sur la situation du Sikkim. L'événement est célébré du côté indien en présence d'officiels des deux pays. Des délégations de cent marchands indiens et autant de tibétains franchissent respectivement la frontière vers les villes commerçantes proches. Malgré les fortes précipitations et le vent froid, la cérémonie est suivie par de nombreux médias officiels, locaux et internationaux,. Les barbelés sont remplacés par un passage de dix mètres de large sur vingt mètres de long muré sur les deux côtés avec deux portails centraux,. L'année 2006 est déclarée année de l'amitié sino-indienne,. Parallèlement, le 20 novembre, la Border Roads Organisation, branche de l'armée indienne pour le génie civil, est chargée d'élargir la route qui mène au col par l'ouest sur un plan de quatre ans.
À partir de juin 2015, les pèlerins hindouistes sont de nouveau autorisés à passer le col et la frontière pour se rendre au mont Kangrinboqe (mont Kailash) et au lac Mapam Yumco (lac Manasarovar).

## Activités

### Commerce frontalier

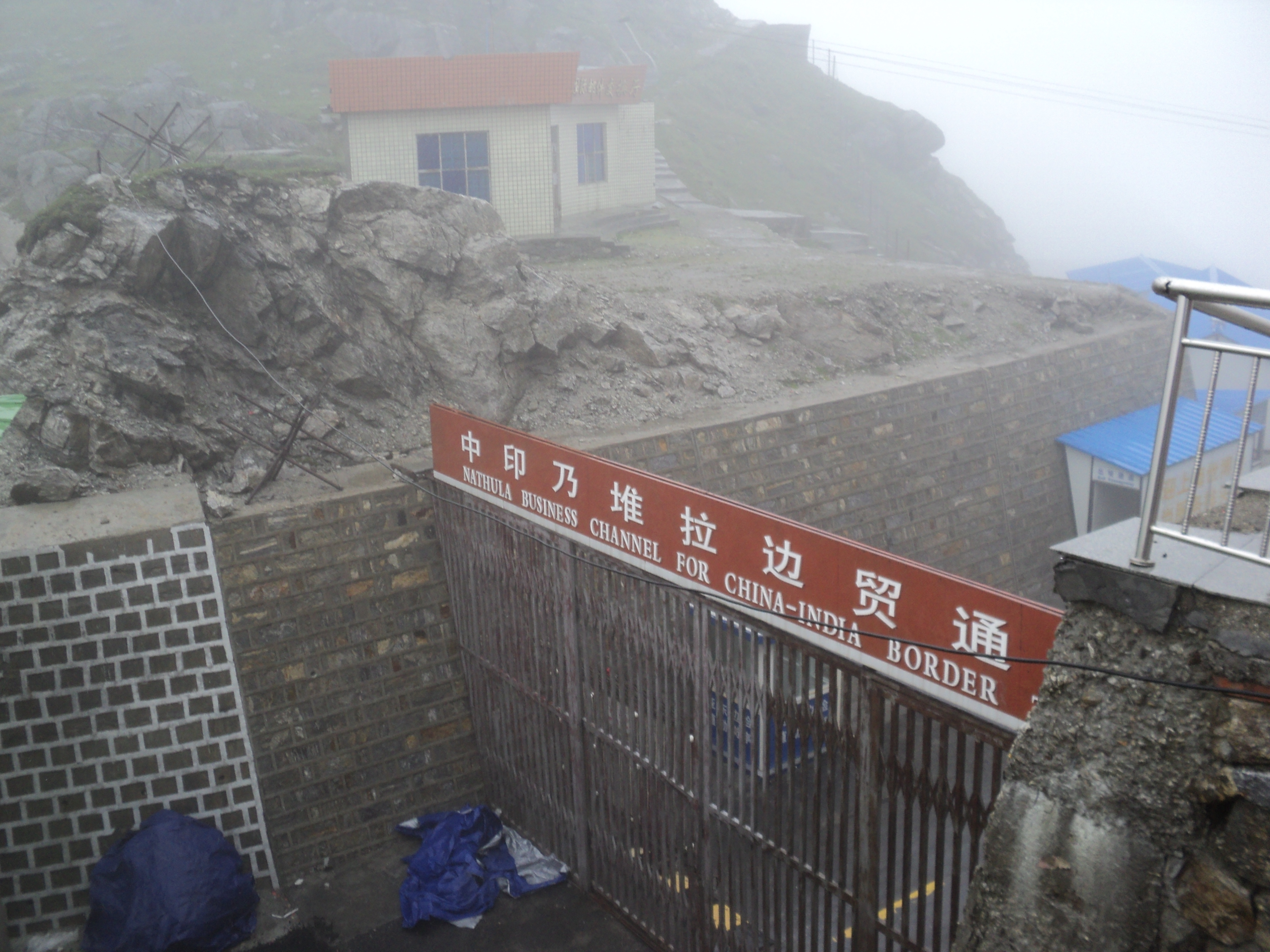
Vue du passage frontière qualifié de business channel (littéralement « canal d'affaires ») avant la fin de sa modernisation.

Depuis 2006, le commerce frontalier est autorisé du lundi au jeudi. Une liste de marchandises exemptées de taxe douanière est désormais applicable aux populations locales. Ainsi, une licence est accordée à cent commerçants sikkimais, dont certains exerçaient déjà avant 1962. L'Inde peut exporter librement des outils agricoles, des bicyclettes, des couvertures, des habits, des chaussures, du cuivre ouvragé, du café, du thé, de l'orge, du riz, de la farine, des fruits secs, des légumes, de l'huile végétale, du tabac, du tabac à priser, des épices, du kérosène, de la papeterie, des ustensiles, des produits laitiers, de la nourriture en conserve, des colorants et des herbes locales ; la Chine peut exporter des peaux de chèvre et de mouton, de la laine, de la soie en bobine, des queues et poils de yak, du kaolin, du borax, du beurre, du sel alimentaire, des cheveux, des chèvres et des moutons. Le commerce s'effectue respectivement dans les marchés de Sherathang et de Renqinggang, à respectivement six kilomètres à l'ouest et dix kilomètres à l'est du col,,.
Des craintes se sont exprimées du côté indien sur le risque que les produits locaux trouvent peu de clientèle au Tibet, alors que la Chine aurait les portes ouvertes à un marché dynamique au Sikkim et au Bengale-Occidental. L'ouverture du col était censée stimuler l'économie de la région et dynamiser les échanges sino-indiens mais elle n'a pas eu l'effet escompté : les trois premiers mois, les échanges bilatéraux se sont chiffrés à environ 186 000 $ selon des statistiques du Bureau régional du commerce de la république autonome du Tibet. Les restrictions sur les marchandises ainsi que le manque d'accueil des Chinois côté indien sont mis en cause. L'année suivante, le col a ouvert durant sept mois et a permis l'échange de 161 tonnes de produits pour une valeur de 595 000 $ par le biais de 2 562 passages de véhicules à la frontière. En 2010, l'objectif fixé cinq ans auparavant de 580 millions de $ cumulés est loin d'être atteint, avec 1,5 million de $ exportés en Chine et seulement 50 000 $ vers l'Inde. En 2012, toutefois, les relations bilatérales ont permis une hausse des échanges par le col avec respectivement 1,125 millions de $ et 200 000 $ sur cette seule année. La fermeture du col une grande partie de l'année à cause des chutes de neige, les glissements de terrain durant la mousson et les retards dans l'élargissement de la route côté indien continuent de pénaliser le commerce.
Dès 2006, le gouvernement indien a mis en place un plan de lutte contre le trafic de produits animaliers, comme les peaux et les os de tigres et de léopard, les vésicules biliaires d'ours, les fourrures de loutres et la laine d'antilope du Tibet, en sensibilisant la police et les organismes législatifs locaux. L'essentiel de ce commerce illicite passe actuellement par le Népal voisin.

### Tourisme
Afin de préserver le fragile environnement du Nathu La, le gouvernement indien a mis en place une politique de régulation touristique sur le versant occidental du col. Seuls les ressortissants indiens sont autorisés à visiter le col, et uniquement les mercredis, jeudis, samedis et dimanches, avant 13 h 30, après avoir déposé une demande de permis 24 heures à l'avance à Gangtok,. Ils peuvent se recueillir devant le mémorial de guerre, visiter un centre d'exposition de l'armée et se restaurer à la cantine militaire qui sert du thé chaud et des casse-croûtes ; l'accès se fait par un escalier d'environ 90 marches. Les militaires stationnés aux postes-frontières sont devenus des attractions pour les touristes, qui les prennent en photo et sont parfois autorisés à leur serrer la main par-dessus les barbelés. Il est également possible de s'approcher des bunkers situés de part et d'autre tout le long de la crête. Le col est en particulier emprunté lors de pèlerinages bouddhistes au Sikkim afin de se rendre notamment au monastère de Rumtek. Il est également susceptible de raccourcir de plusieurs jours les pèlerinages au mont Kailash et au lac Manasarovar pour les hindouistes,. Si le commerce a eu du mal à profiter de la réouverture du col, le tourisme a en revanche connu un pic avec 7 000 visiteurs de début juillet à fin septembre 2006 à Yadong et 216 000 $ de revenus, soit une hausse de 53 % par rapport à l'année précédente.

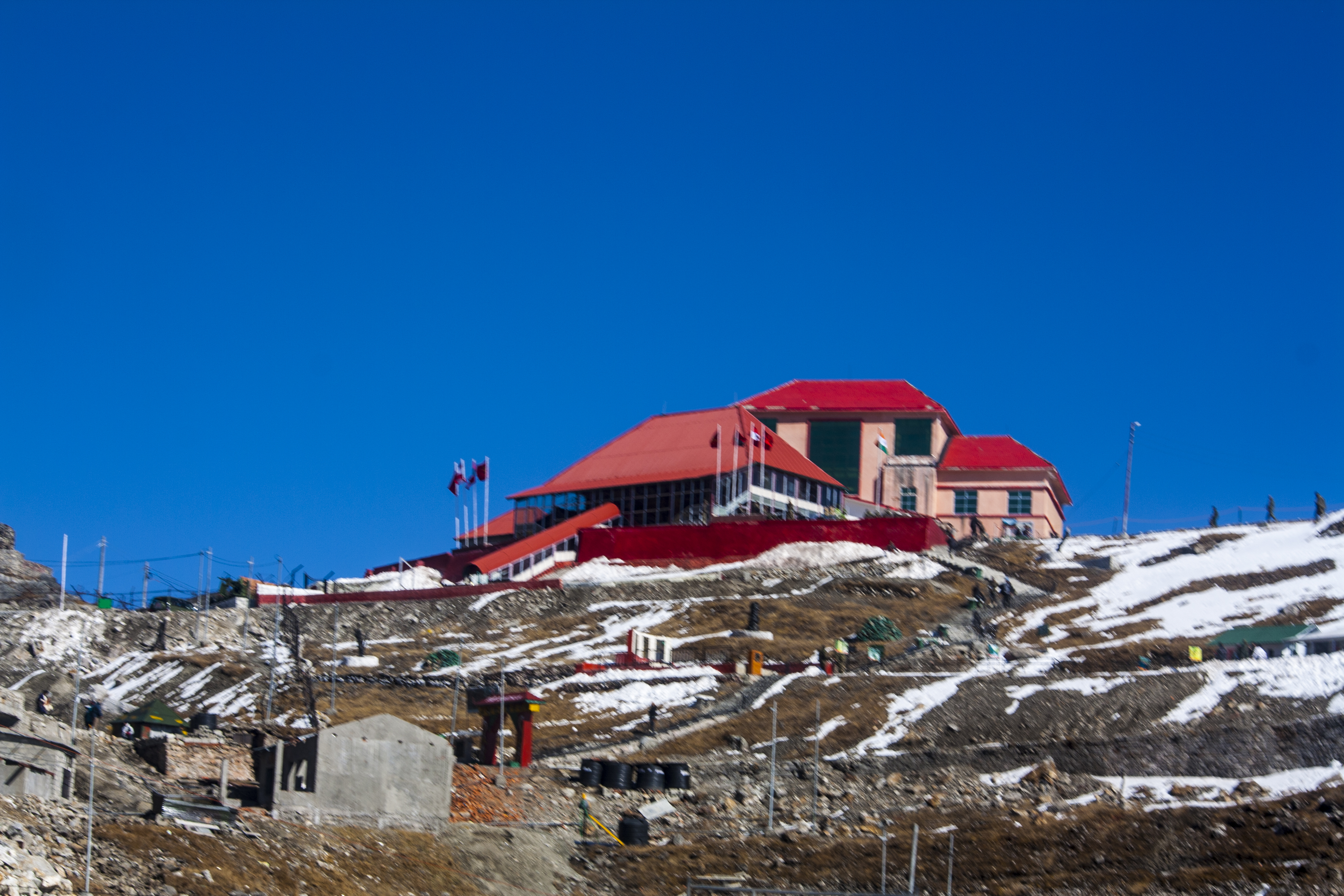
Vue des aménagements au col : le passage frontalier est à gauche, le bureau de l'armée indienne au centre masque en partie le bureau de l'armée chinoise en arrière-plan.
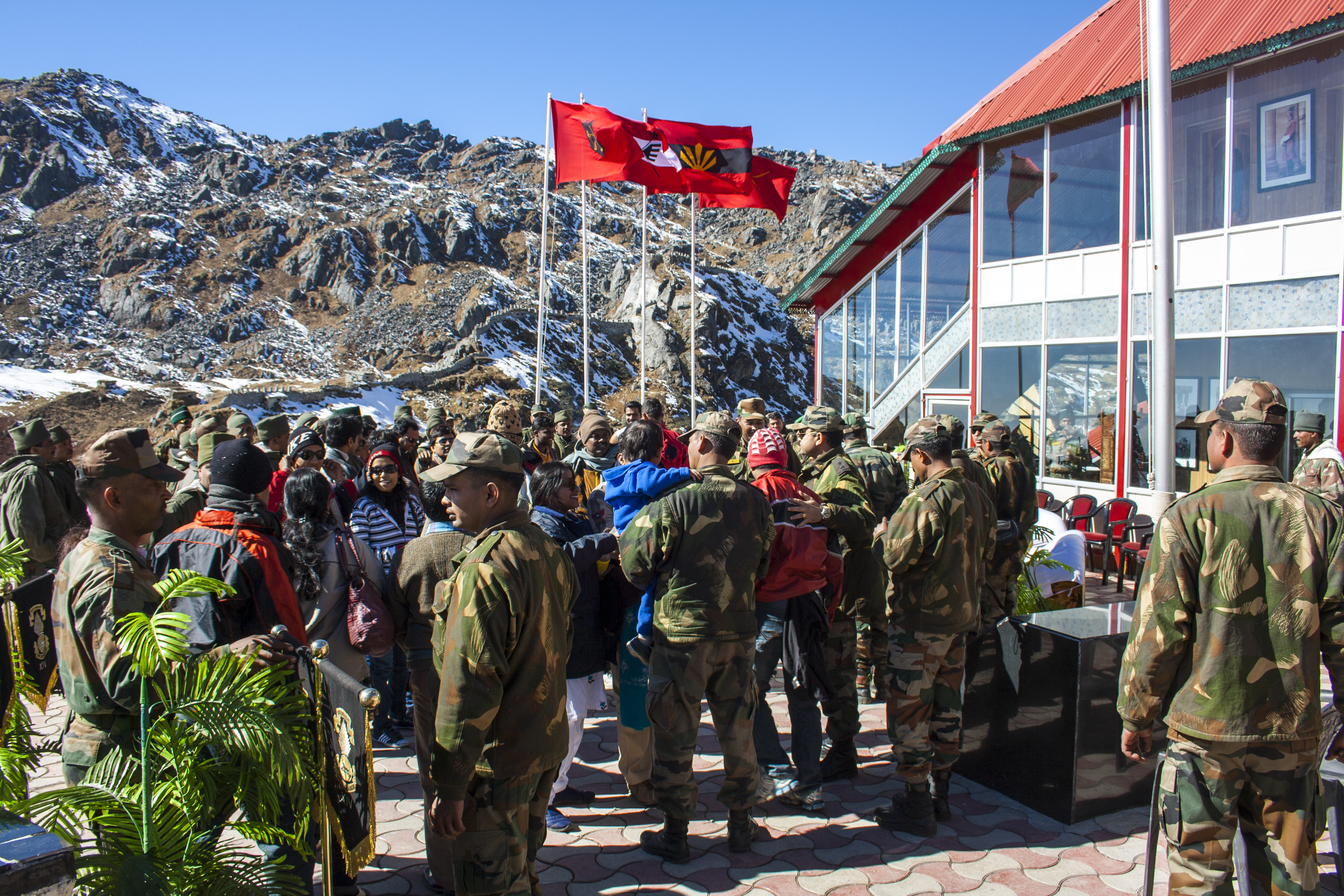
Cérémonie d'accueil des touristes indiens.

### Élevage
Aucun peuplement permanent n'est présent autour du col, toutefois quelques bergers nomades tibétains, appelés dokpas, élèvent des yaks, des moutons et des chèvres produisant de la laine pashmînâ. La fermeture de la frontière durant quarante ans a entraîné un surpâturage tant par les animaux domestiques que par les herbivores sauvages. La présence de mines terrestres cause encore la mort d'animaux.

### Protection environnementale
Le col en lui-même ne fait partie d'aucune zone protégée. En revanche, la route d'accès vers Gangtok est en partie bordée au nord par le sanctuaire alpin de Kyongnosla,, un sanctuaire de vie sauvage créé en 1984 sur une superficie de 31 km2,,,, tandis que la route vers Pedong est largement bordée à l'est par le sanctuaire de la vie sauvage de Pangolakha,, créé en 2002 sur une superficie de 124 km2,,. La présence d'unités militaires et le flux touristique, la pollution engendrée sur les zones humides et l'important trafic routier sont les principaux problèmes posés sur la préservation environnementale du versant indien du col,.